# Beatrice Bartlett
Beatrice S. Bartlett, ou Betsy Bartlett (nascida em 1928), é uma historiadora americana da história moderna da China, desde os anos 1600 até o presente. Ela é Professora Emérita de História na Universidade de Yale.

## Biografia
Bartlett recebeu seu B.A. do Smith College e Ph.D. (1980) da Universidade de Yale. Ela é mais conhecida por seu trabalho em Monarchs and Ministers: The Grand Council in Mid-Ch'ing China, 1723-1820 (1991), uma significativa expansão de sua dissertação de doutorado, que foi descrito como a "melhor contribuição para a história institucional Ch'ing em qualquer idioma". Depois de lecionar na Universidade de Yale por vários anos, Bartlett se aposentou em 2005 como professora titular e tornou-se Professora Emérita de História.
Bartlett vem de uma longa linhagem de ex-alunos de Yale, incluindo parentesco com o primeiro chinês a se formar em uma universidade norte-americana, o ex-aluno de Yale Yung Wing.

## Trabalhos importantes
- Monarcas e ministros: o Grande Conselho na China da dinastia Qing, 1723-1820, 1991
- Documentos Qing no Arquivo do Museu Nacional do Palácio, por Beatrice S. Bartlett, 1974
- Jun zhu yu da chen: As bases militares durante o período Qing (1723-1820), 2017
- Os memoriais secretos do período Yung-Cheng (1723-1735): versões arquivadas e publicadas, 1974
- O pincel vermelho: o sistema de comunicações do Grande Conselho e tomadas de decisão do governo central na China da dinastia Qing, 1980
- Materiais de arquivo na China sobre a história dos Estados Unidos, 1985
- Notações imperiais em documentos oficiais Qing nos reinados de Chʻien-Lung (1736-1795) e Chia-Chʻing (1796-1820), 1972